# Templo de San José (Costa Rica)
El Templo de San José, Costa Rica, es uno de los templos construidos y operados por la Iglesia de Jesucristo de los Santos de los Últimos Días, el número 87 construido por esta iglesia y el primero de Costa Rica, ubicado en la urbanización Ribera de Belén de la ciudad de San Antonio de Belén en la provincia de Heredia y el segundo en Centroamérica después del templo de la Ciudad de Guatemala.

## Historia
Los templos de la Iglesia de Jesucristo de los Santos de los Últimos Días son construidos con el fin de proveer ordenanzas y ceremonias consideradas sagradas para sus miembros y para quienes son necesarias para la salvación individual y la exaltación familiar. La doctrina SUD de los templos tiene su origen en 1832, dos años después de la organización de la iglesia, cuando su primer profeta José Smith recibiera lo que es considerada en el movimiento de los Santos de los Últimos Días como una revelación divina en la que el Señor Jesús le refiriera el deseo de la construcción de templos. En 1836 Smith y la iglesia completaron el templo de Kirtland, el primer templo SUD, en la ciudad de Kirtland, Ohio.
Los primeros misioneros SUD llegaron al país al finalizar la Guerra Civil de Costa Rica en 1948. Para 1960 la iglesia contaba con 214 miembros en Costa Rica y unos 1700 para 1970. La primera estaca en el país se organizó en 1977 y la dedicación formal de la tierra costarricense por un apóstol SUD fue en 1992, por Boyd K. Packer. 

## Anuncio
La Primera Presidencia de la iglesia anunció la construcción del templo en la ciudad de San José el 17 de marzo de 1999. Es uno de los templos de menores proporciones que la iglesia promovió desde abril de 1998 con el fin de tener un total de 100 templos alrededor del mundo antes de que finalizara el año 2000. El templo de la ciudad de San José fue el número 31 construido del mismo diseño de menores proporciones a nivel mundial. La ceremonia de la primera palada tuvo lugar seis semanas después del anuncio, el 24 de abril de 1999 presidida por la presidencia del área a la que pertenece Costa Rica. Fue uno de los templos con el menor tiempo entre el anuncio oficial y la primera palada. Ese mismo día se realizó la primera palada del templo de Copenhague. La construcción del templo culminó 14 meses después del anuncio público.

## Dedicación
El templo SUD de la ciudad de San José fue dedicado para sus actividades eclesiásticas en cuatro sesiones el 4 de junio de 2000, por James E. Faust, miembro en ese entonces de la Primera Presidencia de la iglesia SUD. Antes a ello, durante unos días lluviosos del 20-27 de mayo de ese mismo año, la iglesia permitió un recorrido público de las instalaciones y del interior del templo al que asistieron unas 20.000 personas.

## Características
Los templos de la Iglesia de Jesucristo de los Santos de los Últimos Días son construidos con el fin de proveer ordenanzas y ceremonias consideradas sagradas para sus miembros y necesarias para la salvación individual y la exaltación familiar. El interior del templo cuenta con dos salones para dichas ordenanzas SUD y dos salones de sellamientos matrimoniales. El templo de San José tiene un total de 994 metros cuadrados de construcción, en un terreno de 3/4 de una hectárea. El exterior del templo es blanco con granito proveniente de la ciudad mexicana de Torreón. 
El templo de San José es utilizado por más de 50.000 miembros repartidos en 9 estacas de la Iglesia en Costa Rica. Desde agosto de 2008, los miembros de la iglesia SUD en Panamá asisten al templo de la Ciudad de Panamá en vez del de Costa Rica